# بیت سوریک
بیت سوریک (به لاتین: Beit Surik) یک روستا در دولت فلسطین است.

## خصوصیات
بیت سوریک ۳٬۸۱۸ نفر جمعیت دارد.